# Lőrinci
Lőrinci  este un oraș în districtul Hatvan, județul Heves, Ungaria, având o populație de 5.843 de locuitori (2011). 

## Demografie
Componența etnică a orașului Lőrinci
     Maghiari (96,06%)
     Romi (2,53%)
     Necunoscut (0,55%)
     Alții (0,85%)
Componența confesională a orașului Lőrinci
     Romano-catolici (47,7%)
     Fără religie (16,55%)
     Reformați (3,15%)
     Necunoscută (31,06%)
     Alte religii (3,08%)
Conform recensământului din 2011, orașul Lőrinci avea 5.843 de locuitori. Din punct de vedere etnic, majoritatea locuitorilor (96,06%) erau maghiari, cu o minoritate de romi (2,53%). Apartenența etnică nu este cunoscută în cazul a 0,55% din locuitori. Nu există o religie majoritară, locuitorii fiind romano-catolici (47,7%), persoane fără religie (16,55%) și reformați (3,15%). Pentru 31,06% din locuitori nu este cunoscută apartenența confesională.